# مارك هاريس (لاعب دوري الرغبي)
مارك هاريس (بالإنجليزية: Mark Harris)‏ هو لاعب دوري الرغبي أسترالي، ولد في 22 أغسطس 1947 في أستراليا.